# Rhodomyrtus tomentosa
Rhodomyrtus tomentosa är en myrtenväxtart som först beskrevs av William Aiton, och fick sitt nu gällande namn av Justus Carl Hasskarl. Rhodomyrtus tomentosa ingår i släktet Rhodomyrtus och familjen myrtenväxter.

## Underarter
Arten delas in i följande underarter:
- R. t. parviflora
- R. t. tomentosa

## Bildgalleri

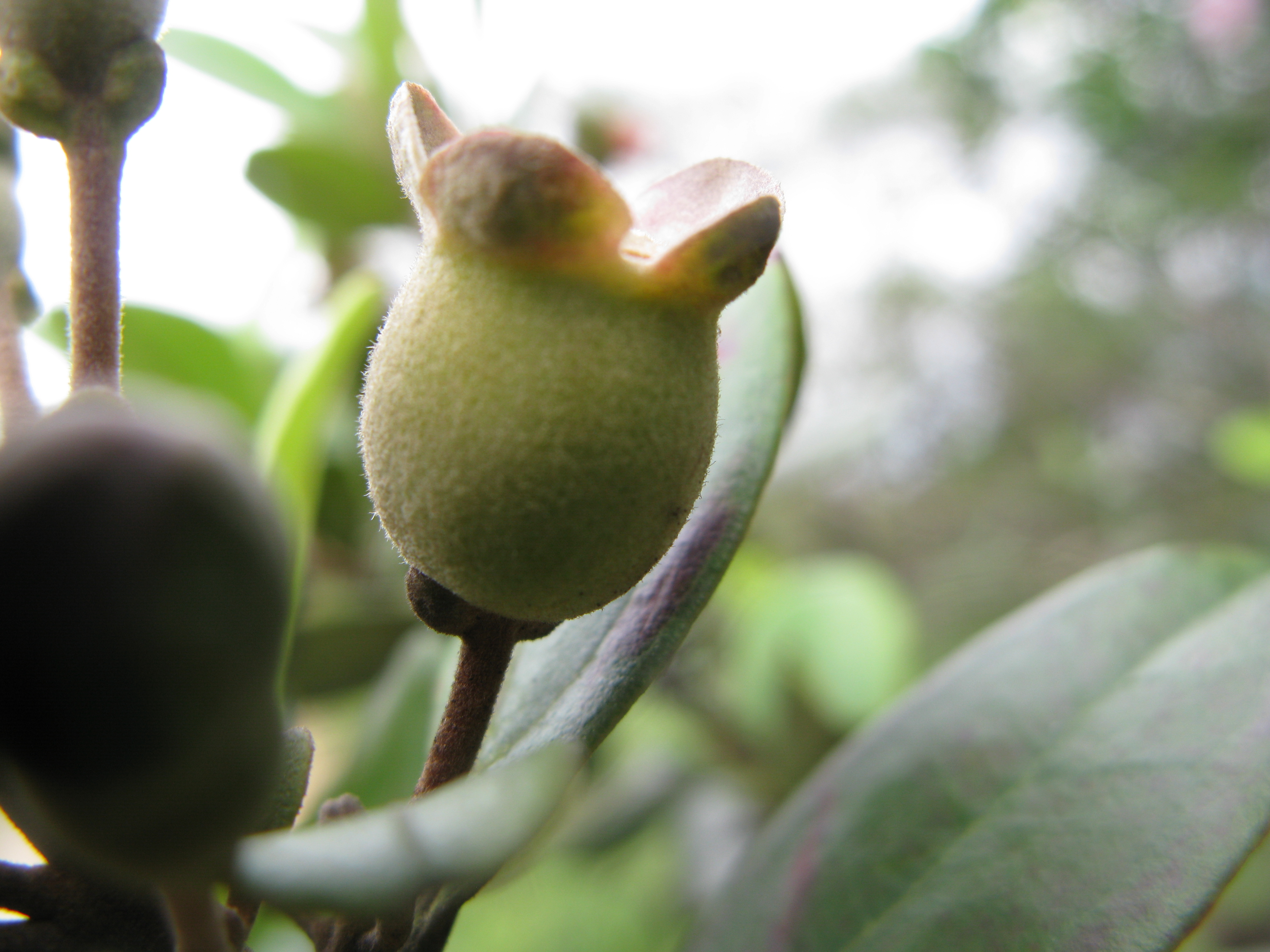
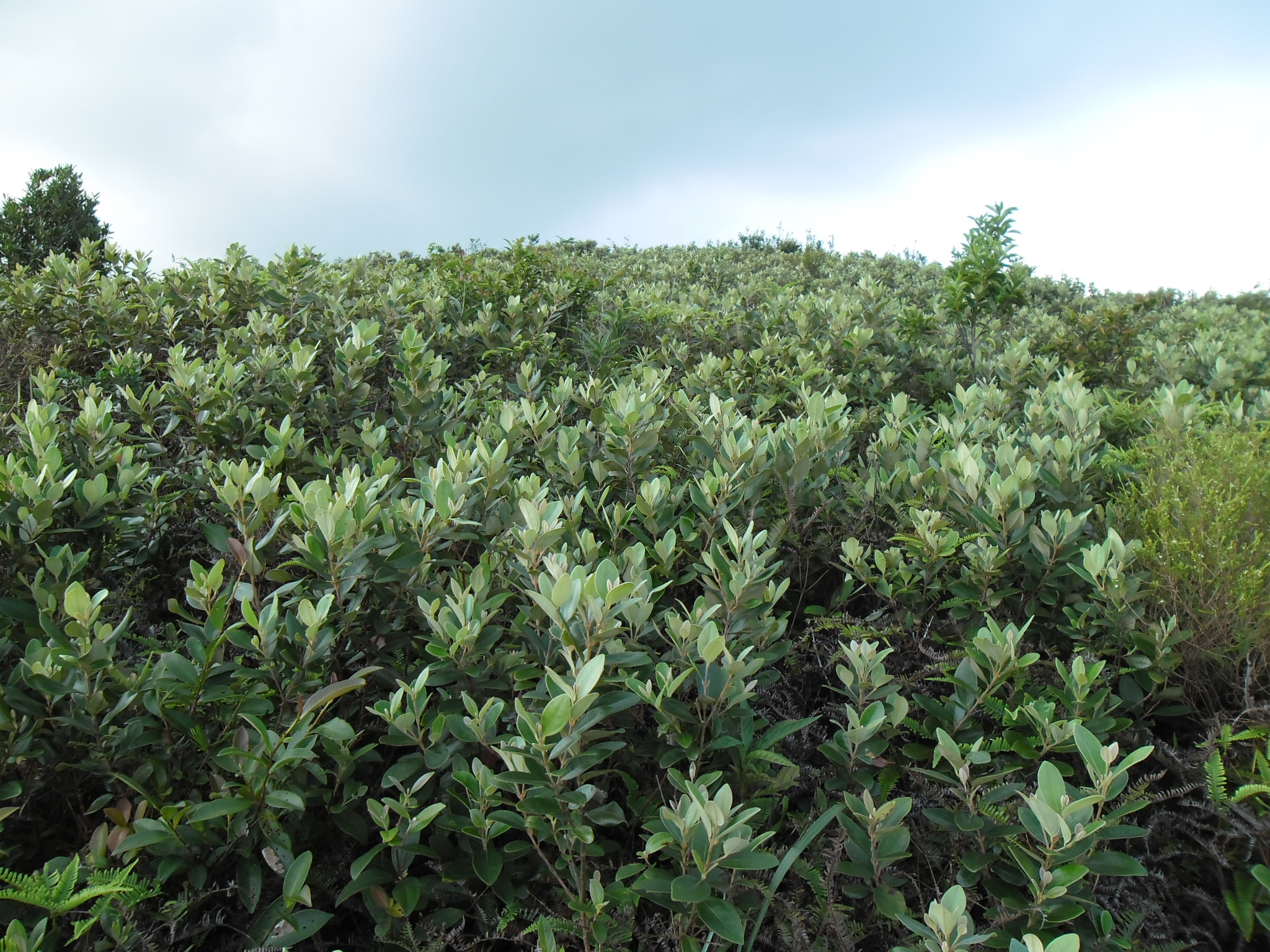
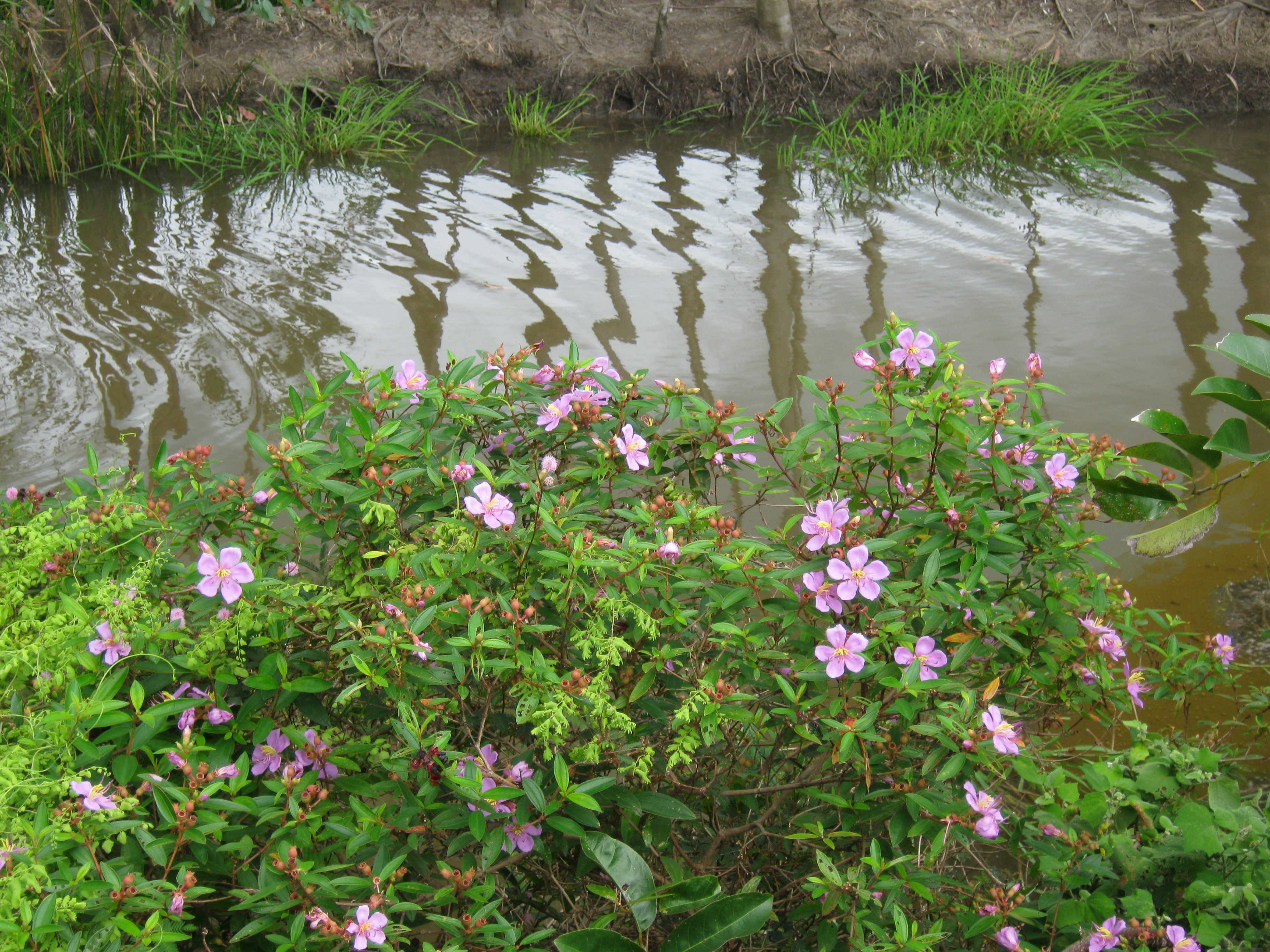
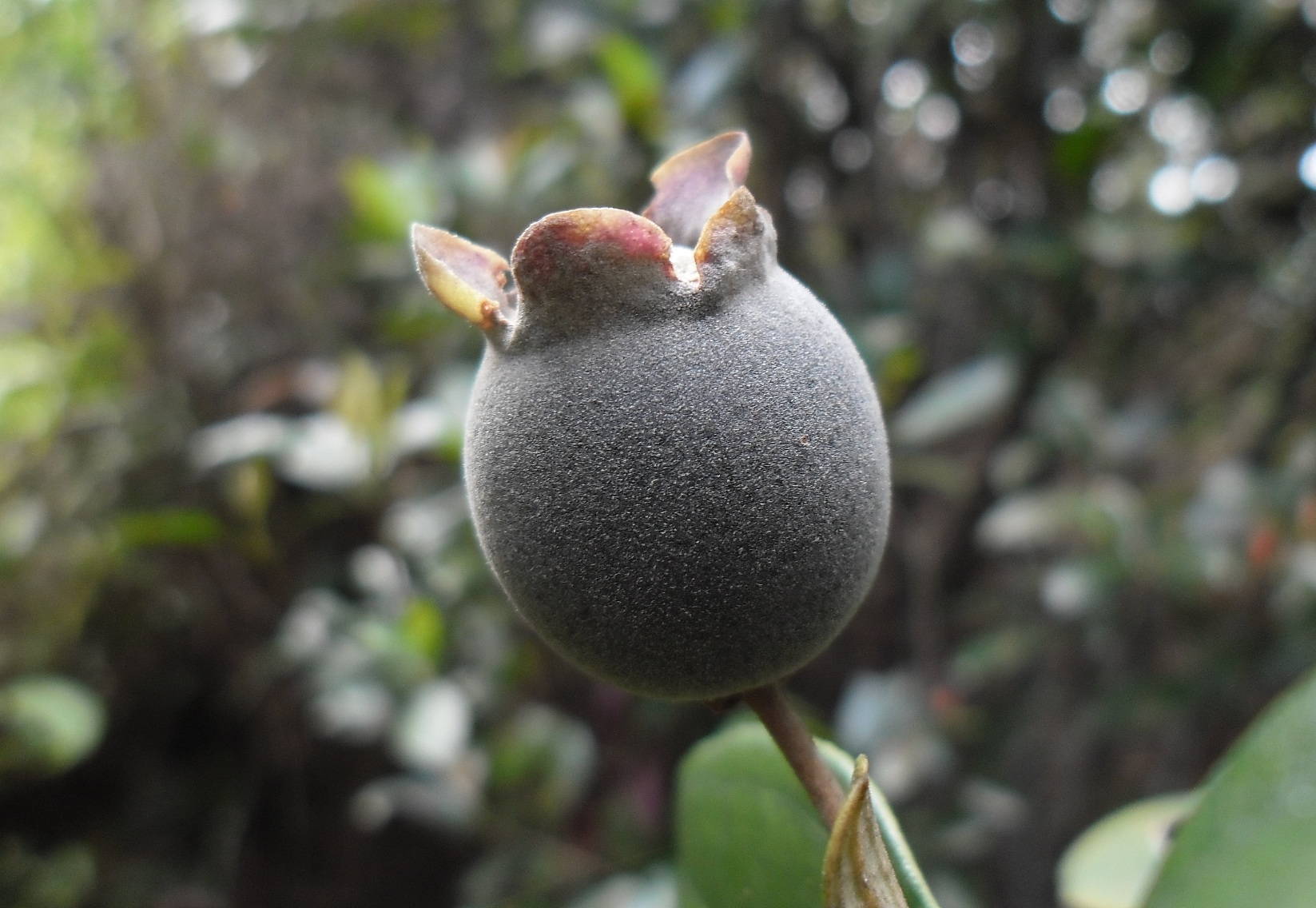